# Список космических аппаратов серии «Космос»
Здесь представлен список запусков космических аппаратов серии «Космос», в которую входят советские и российские ИСЗ различного типа и назначения. Среди спутников, получавших обозначение «Космос» — аппараты для научных, технических и других исследований в околоземном космическом пространстве, спутники военного назначения. В советское время наименования в серии «Космос» присваивалось также объектам, оставшимся на околоземной орбите в результате неудачных запусков на отлётные тракектории.
Ввиду большого количества спутников для удобства читателя список разделён в группы по 250 порядковых номеров:
- Список космических аппаратов «Космос» (1—250)
- Список космических аппаратов «Космос» (251–500)
- Список космических аппаратов «Космос» (501–750)
- Список космических аппаратов «Космос» (751–1000)
- Список космических аппаратов «Космос» (1001–1250)
- Список космических аппаратов «Космос» (1251–1500)
- Список космических аппаратов «Космос» (1501–1750)
- Список космических аппаратов «Космос» (1751–2000)
- Список космических аппаратов «Космос» (2001–2250)
- Список космических аппаратов «Космос» (2251–2500)
- Список космических аппаратов «Космос» (2501–2750)